# Mohammad Ali Foroughi
Mohammad Ali Foroughi (en persan : محمدعلی فروغی), également connu sous le nom de Zoka ol-Molk (en persan : ذکاءالملک), est un homme politique iranien né le 1er janvier 1877 à Téhéran et mort le 26 novembre 1942 dans la même ville. Il a été Premier ministre de l'Iran à trois reprises.
Né à Téhéran, il étudie à l'école Dar ol-Fonoun de Téhéran. Il devient directeur de l'école de sciences politiques d'Iran en 1907 et embrasse une carrière politique en 1909 en devenant représentant de Téhéran au Majles. Il deviendra ensuite porte-parole et sera ministre dans plusieurs gouvernements. Foroughi joue un rôle important dans l'accession au pouvoir de Mohammad Reza Chah après que Reza Chah ait été forcé d'abdiquer et de s'exiler par les Britanniques et les Soviétiques le 16 septembre 1941, pendant la Seconde Guerre mondiale. Démissionnant l'année suivante, Mohammad Ali Foroughi est nommé ambassadeur d'Iran aux États-Unis.
Il est mort à 65 ans, peu après l'accession au trône de Mohammad Reza Chah. Son fils, Mohsen Foroughi, est un architecte fameux et l'un des plus grands collectionneurs d'art antique iranien de son époque.

## Biographie

### Jeunesse

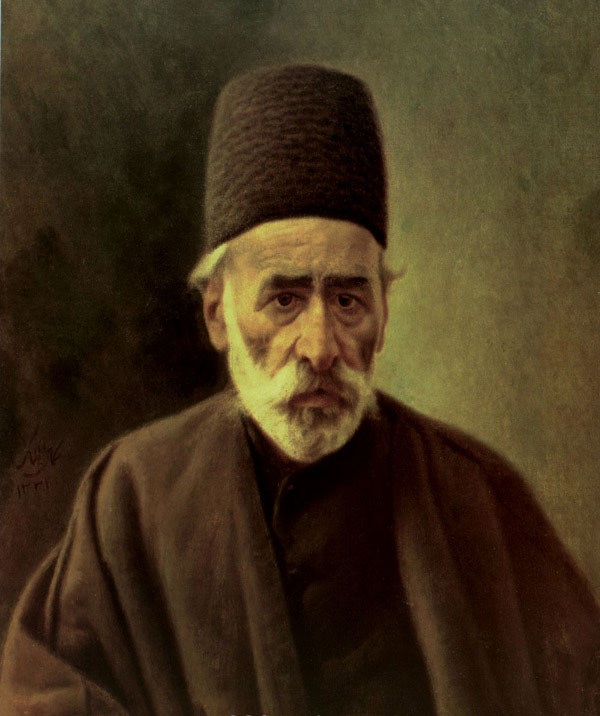
Mohammad Hassan Khan, le père de Foroughi

Mohammad Ali est né en 1877 à Téhéran. Son père Mirza Mohammad Hoseyn Foroughi est parmi les notables du pays. Il travaille comme traducteur (Dar al-Tarjomeh) sous Nasseredin Shah, puis devient chef des agences de traduction. Naser al-Din Shah a également reçu le titre de Zoka al Molk lui (l'intelligence du Royaume). Après la mort de son père, le titre passe à Mohammad-Ali.
Le père de Mohammad Ali a veillé personnellement sur l'éducation de son fils. La facilité d'apprendre des langues semblait être de famille, car Mohammad Ali apprend dans sa jeunesse, non seulement sa langue maternelle persane, mais aussi l'arabe, le français et l'anglais. À 17 ans, Mohammad-Ali, comme son père avant lui, commence à travailler dans le bureau de traduction.
En 1899, Mohammad Ali Foroughi commence à enseigner à Téhéran dans le récemment fondé Collège des sciences politiques (Madreseh-e-e olum siyasi), dont la direction a été transférée à son père. Comme il n'y a pas de manuels d'histoire et de sciences politiques en persan, Foroughi écrit plusieurs manuels, tels que L'histoire des peuples de l'Asie, L'histoire de l'Iran et Histoire de Rome. En plus de ses cours en histoire, Foroughi dispense également des cours en économie et en droit. En préparation de son cours en économie, il traduit Richesse des nations d'Adam Smith. Après la mort de son père Foroughi reprend en 1907 la direction de l'université.

### Carrière politique
La carrière politique de Foroughi commence en 1909 avec son élection au parlement nouvellement formé. C'est aussi à cette époque qu'il adhère à des sociétés semi-secrètes ou secrètes telles que Jāme'-e ādamīyat (Société de l'humanité) et la loge maçonnique Bīdārī-e Īrān (Éveil de la Perse). En 1911, Foroughi devient ministre des Finances, puis ministre de la Justice. Après la fin de la Première Guerre mondiale, Foroughi est membre de la délégation iranienne, qui a été envoyée par Ahmad Shah Qajar à la conférence de paix de Paris en 1919 à Versailles. Cependant, après intervention du gouvernement britannique, la délégation n'est pas admise à la conférence et doit rentrer au pays les mains vides.

Foroughi déplore souvent l'apathie politique de ses compatriotes :
« Nous n'avons aucune nation et aucune opinion publique. ... Il n'y a pas d'espoir d'un avenir politique tant qu'il n'y aura pas d'opinion publique. "
En 1923, Foroughi reprit des postes ministériels dans les cabinets qui suivirent le coup d'État de Seyyed Zia'eddin Tabatabai et de Reza Khan, plus tard Reza Shah. Quand Reza Khan devient le Premier ministre, Foroughi reprend le poste de ministre des Affaires étrangères. Foroughi soutient les efforts de Reza Khan pour abolir la monarchie en Iran et la remplacer par une république. Après que le clergé ait décidé de s'opposer à une république, craignant l'érosion de leur pouvoir et la sécularisation de la société, Reza Khan développe avec l'aide de Foroughi le plan de destituer Ahmad Shah Qajar pour couronner Reza Khan comme le nouveau Shah. Foroughi est président d'une commission constitutionnelle parlementaire qui amende la Constitution de 1906 pour permettre la fondation de la dynastie des Pahlavi. Le 12 décembre 1925, Reza Shah voit la couronne lui être remise par décision du Parlement. Lors de la cérémonie du couronnement en avril 1926, Foroughi tient un discours élogieux sur la nouvelle dynastie et l'avenir de la Perse.

### Premier ministre et ministre sous Reza Chah

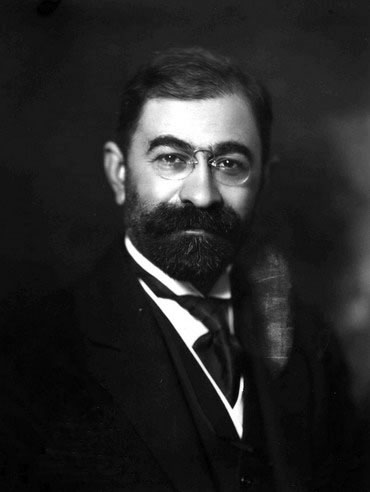
Le Premier Ministre Foroughi vers 1925.

Foroughi reste un an Premier ministre, mais il démissionne en juin 1926. Les réformes en cours et urgentes portées par Abdolhossein Teymourtash et Ali-Akbar Davar reviennent au nouveau Premier ministre Hassan Mostofi. Foroughi est envoyé comme ambassadeur en Turquie. De retour en Iran, il reprend en 1930 pour un peu de temps le nouveau poste de ministre de l'Économie, mais il est réquisitionné dans le cadre d'une crise pétrolière avec l'Angleterre et voyage en qualité de représentant des intérêts persans à la Société des Nations à Genève, pour faire peser la balance en faveur de son pays.

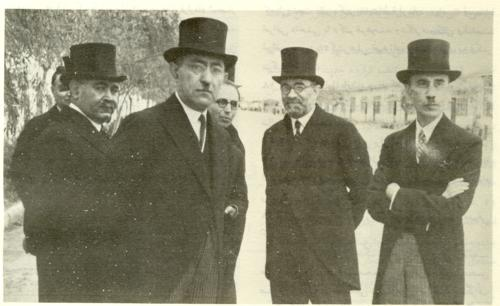
De gauche à droite : Mahmoud Jam, Ali Akbar Davar, Mohammad Ali Foroughi et Ali Mansour, vers 1930.

En août 1933, Foroughi devient une nouvelle fois Premier ministre et il le reste jusqu'au 3 décembre 1935. Reza Chah lui a demandé sa démission, après Foroughi ait tenté d'intervenir pour son beau-fils Mohammad Vali Asadi, le trésorier de la mosquée Goharshad à Mashad. Asadi a été arrêté comme l'un des principaux responsables des manifestations violentes de juillet 1935 contre les réformes vestimentaires, en particulier l'abolition du voile. Asadi est condamné par un tribunal militaire à mort et exécuté le 21 décembre 1935.

### Retrait politique et érudition
Foroughi s'occupe alors de son travail scientifique et publie un nouveau trois volumes Histoire de la philosophie européenne, traduit des œuvres de Descartes et de Socrate en persan et il travaille sur un dictionnaire persan des termes philosophiques. Lorsque Foroughi avait été premier ministre en 1935, l'Académie de la langue et de la littérature persane (Farhangestan) a été fondée. Maintenant, après avoir pris sa retraite de la politique, Foroughi écrit sur les commentaires et les éditions étendues des œuvres de Ferdowsi, Saadi, Hafez et Rumi. Il admet alors volontiers préférer ces travaux littéraires à ses activités politiques.

### Invasion anglo-soviétique

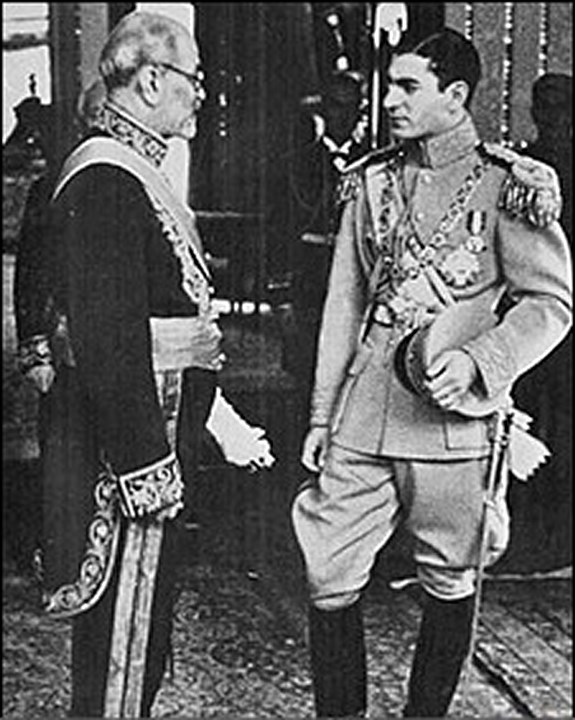
Mohammad Ali Foroughi et Mohammad Reza Chah Pahlavi.

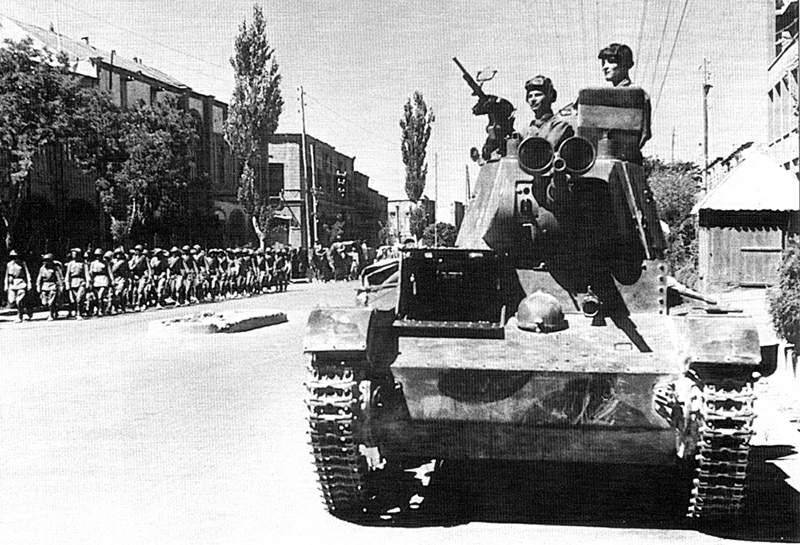
Tank soviétique à Tabriz, août 1941.

Les travaux érudits de Foroughi sont brusquement interrompus par l'invasion anglo-soviétique de l'Iran en 1941. Reza Chah le contacte et lui demande s'il voulait prendre une nouvelle fois le poste de chef du gouvernement. En dépit de sa mauvaise santé, Foroughi accepte. 21 jours après sa nomination au poste de Premier ministre, Reza Shah est contraint de partir, à cause de la pression britannique, et abdique en faveur de son fils Mohammad Reza Pahlavi. Foroughi écrit la lettre de démission, qui est ensuite signée par Reza Chah le 16 septembre 1941 au matin.
Une course contre la montre s'engage ensuite : Reza Chah quitte la capitale pour se rendre à Ispahan, et Foroughi fait sécuriser le quartier du Baharestan, où se trouve le siège du Majlis, par le général Ahmad Amir Ahmadi. Ali Soheili, ministre des affaires étrangères, signale à Foroughi que les ministres plénipotentiaires britannique et soviétique ont fait savoir qu'il refuseraient de reconnaître Mohammad Reza Pahlavi chah d'Iran. Il faut donc aller faire prêter serment au prince héritier avant que leurs troupes n'investissent la capitale. Le chah et Foroughi arrivent au Parlement à 14h ; à 15h10, le prince héritier prête serment et devient empereur. À 16h, à peine Foroughi et Mohammad Reza Chah quittent le Parlement que les troupes alliées investissent Téhéran ; il est trop tard pour elles : les Alliés ne prendront pas le risque de déposer le nouveau chah, au risque de s'aliéner la population. Foroughi a réussi un coup de maître et probablement sauvé l'intégrité territoriale de son pays - et la dynastie régnante.
Foroughi reste sous Mohammad Reza Premier ministre, et négocie avec les ambassadeurs britannique et soviétique, l'accord tripartite du Parlement iranien le 29 janvier 1942, qui confirme l'intégrité territoriale de l'Iran et le retrait des troupes soviétiques et britanniques six mois après la fin de la guerre. L'accord devait avoir après la fin de la guerre en 1945, un rôle décisif dans l'aide financière des États-Unis et dans l'invasion du nord de l'Iran par les troupes soviétiques et dans la résolution soutenue par le gouvernement des Soviets en Azerbaïdjan.
Le 8 janvier 1942, un attentat a lieu à Téhéran pour assassiner le Premier ministre Foroughi. L'assassin Mohammad Ali Roshan tire plusieurs coups de feu sur Foroughi, mais il survit. En mars 1942 Foroughi démissionne, du fait de sa mauvaise santé, de son poste de Premier ministre et devient ministre de la Cour. Mohammad Reza Chah lui offre le poste d'ambassadeur iranien aux États-Unis. Mais avant que Foroughi ne puisse prendre ses fonctions, il meurt le 26 novembre 1942 d'une insuffisance cardiaque.

### Travaux littéraires

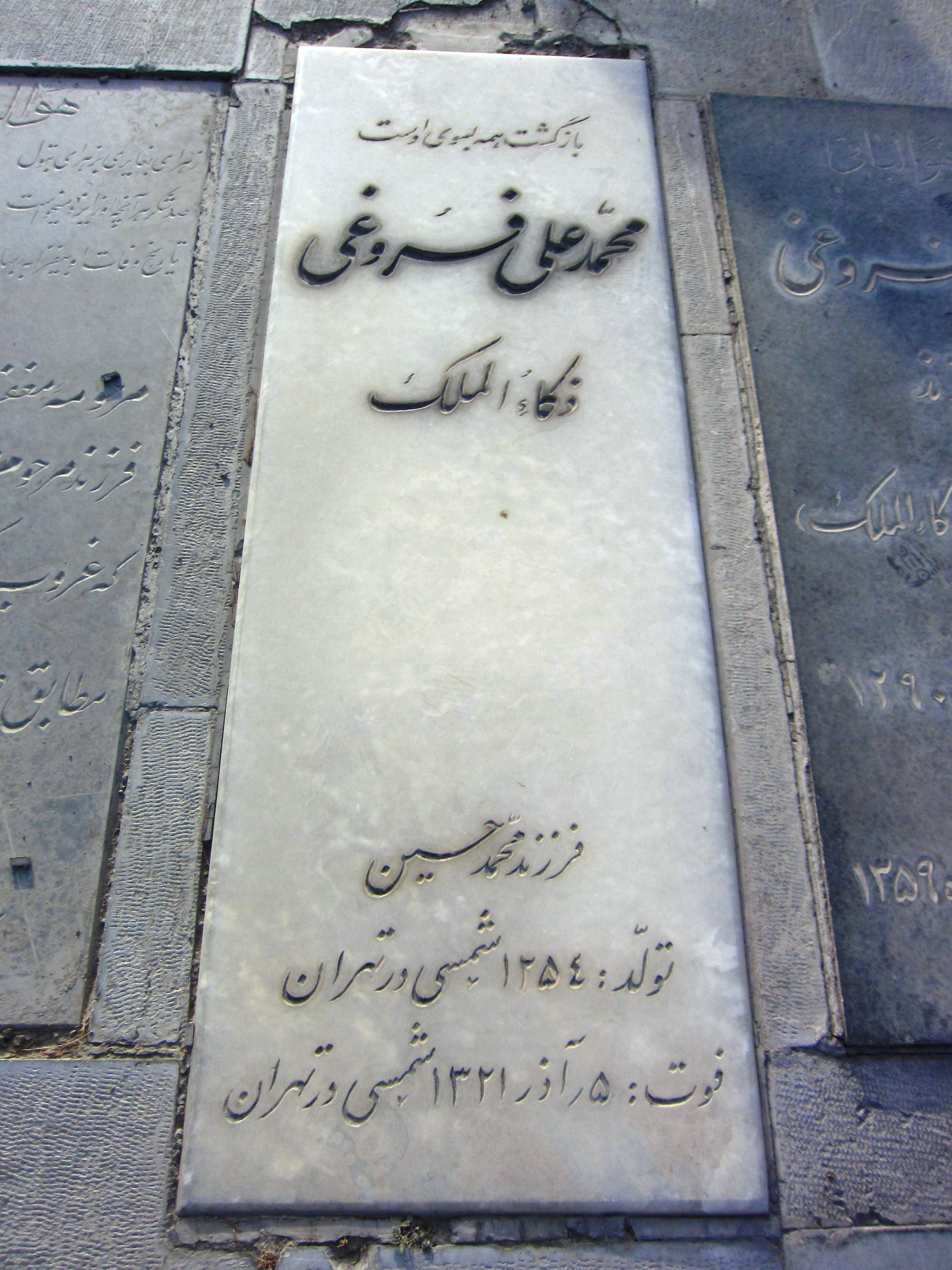
Tombe de Mohammad Ali Foroughi Zoka ol-Molk au cimetière Ibn Babawayh, Rey.

Foroughi a publié de nombreux livres, dont :
- L'histoire de l'Iran
- L'histoire des peuples de l'Asie
- L'histoire romaine
- Étiquette constitutionnelle
- Introduction à la physique
- Larges pensées
- Pensée socratique
- Histoire de la philosophie européenne
- Message à l'Ouest
- La nature de la musique
- Conférences sur l'effet de l'art

ainsi qu'un livre sur Shahnameh.